# Vilminore di Scalve
Vilminore di Scalve – miejscowość i gmina we Włoszech, w regionie Lombardia, w prowincji Bergamo.
Według danych na styczeń 2009 gminę zamieszkiwało 1530 osób przy gęstości zaludnienia 37,4 os./1 km².